# Libertà (romanzo)
Libertà è il quarto romanzo di Jonathan Franzen scritto nel 2010.

## Trama
Come nel precedente Le correzioni, il romanzo tratta delle dinamiche sentimentali e psicologiche all'interno di una famiglia media americana. Walter e Patty Berglund sono una coppia democratica, attenta alle problematiche ecologiste e politicamente corretta. Patty Berglund è una casalinga affascinante e giovane con un senso dell'umorismo autoironico; suo marito Walter è un mite avvocato ambientalista. Hanno una figlia, Jessica, e un figlio, Joey.
Joey studia all'Università della Virginia e inizialmente trova la sua nuova vita insoddisfacente rispetto al periodo giovanile, quando viveva in Minnesota. Connie, la sua fidanzata, soffre di depressione. Joey la sposa impulsivamente ma continua a flirtare con Jenna. Senza Patty, Walter e Lalitha diventano amanti. Tuttavia, sempre più depresso dopo la separazione da Patty, Walter perde la pazienza in diretta televisiva all'inaugurazione di una nuova fabbrica. Di conseguenza, lui e Lalitha vengono licenziati, ma il discorso di Walter lo porta a diventare un'icona per i radicali di tutto il Paese. Pianificano un grande concerto per sensibilizzare l'opinione pubblica.
Patty rivela di non aver parlato con Walter per sei anni, vede ciascuno dei suoi fratelli per negoziare un compromesso per appianare i litigi della famiglia sulla proprietà e gradualmente riscatta il suo rapporto con tutti, anche se non riesce a metterli d'accordo. Patty vive quindi da sola a Brooklyn e lavora in una scuola privata. Riferisce che Joey ha avuto successo in un nuovo lavoro, mentre Jessica ha fatto carriera nell'editoria e che la separazione di Patty da Walter ha fatto sì che i fratelli si riavvicinassero l'un l'altro nonostante le differenze di opinioni. Sei anni dopo aver lasciato Walter, Patty incontra Richard che la convince a mettersi in contatto con Walter, dicendo che è brava a raccontare storie e questo la motiva a scrivere un capitolo conclusivo della sua autobiografia.
Dopo la morte di Lalitha, Walter si ritira nella casa sul lago della sua famiglia nel Minnesota. I suoi nuovi vicini lo vedono come un recluso irritabile, ossessionato dall'idea di impedire ai loro gatti domestici di uccidere gli uccelli che nidificano nella sua proprietà.

## Edizioni italiane
- Jonathan Franzen, Libertà, traduzione di Silvia Pareschi, Collana Supercoralli, Torino, Einaudi, 2011,  pp. 622, ISBN 978-88-06-19111-5. - Collana Super ET, Einaudi, 2014, ISBN 978-88-062-1994-9.